# Bulbapedia
Bulbapedia är en engelsk Wiki-encyklopedi skapad 21 december 2004 inriktad på Pokémon. Bulbapedia innehåller över 35 900 artiklar om Pokémon.
Bulbapedia är medlem i Encyclopedia Pokémonis samt Nintendo Independant Wiki Alliance (NIWA).